# Ken'ichi Ishikura
Ken'ichi Ishikura (石倉 賢一 Ishikura Ken'ichi?) es un director y guionista gráfico japonés mejor conocido por sus trabajos con Shaft y la adaptación al anime de Sakura Trick.

## Carrera
Ishikura comenzó su carrera en la industria en 2000 como asistente de producción para Muteki Ō Tri-Zenon bajo E&G Films, e hizo su debut como director de episodios con el episodio número 18 de Gakuen Senki Muryō. Durante los siguientes años trabajó principalmente como director independiente. En 2007, Ishikura tuvo su primer trabajo con Shaft como director de episodios y guionista gráfico para Hidamari Sketch. Durante los siguientes 5 años, Ishikura trabajó principalmente con Shaft e hizo su debut como director de series con Natsu no Arashi! Akinai-chū. Al año siguiente, dirigió la tercera temporada de la franquicia Hidamari Sketch, y comenzó a trabajar menos con Shaft.

## Trabajos

### Series de televisión
Destaca papeles con funciones de dirección de series.
     Destaca papeles con funciones de asistente de dirección o supervisión.
| Año  | Título                                                                  | Director(es)                                               | Estudio                | Funciones                                                                                                | Refs.                       |
| ---- | ----------------------------------------------------------------------- | ---------------------------------------------------------- | ---------------------- | --- | --------------------------- |
| 2000 | Muteki Ō Tri-Zenon                                                      | Takashi Watanabe                                           | E&G Films              | Asistente del director de producción (#1, 13)                                                            | [ 5 ]                       |
| 2001 | Gakuen Senki Muryō                                                      | Tatsuo Satō                                                | Madhouse               | Director de episodios (#18, 23)                                                                          | [ 1 ]                       |
| 2002 | Cyborg 009: The Cyborg Soldier                                          | Jun Kawagoe                                                | Japan Vistec           | Director de episodio (#50)                                                                               | [ 6 ]                       |
| 2002 | Aquarian Age: Sign for Evolution                                        | Yoshimitsu Ōhashi                                          | Madhouse               | Director de episodio (#4)                                                                                | [ 7 ]                       |
| 2002 | Asagiri no Miko                                                         | Yuji Moriyama                                              | Chaos Project          | Director de episodios (#10-12)                                                                           | [ 8 ]                       |
| 2003 | L/R: Licensed by Royal                                                  | Itsurō Kawasaki                                            | TNK                    | Director de episodio (#2)                                                                                | [ 9 ]                       |
| 2003 | Narutaru: Mukuro Naru Hoshi Tama Taru Ko                                | Toshiaki Iino                                              | Planet                 | Director de episodio (#3)                                                                                | [ 10 ]                      |
| 2003 | Mermaid Melody Pichi Pichi Pitch                                        | Yoshitaka Fujimoto                                         | Actas SynergySP        | Director de episodios (#16, 22, 27, 33, 42, 52) Guionista gráfico (#33, 52)                              | [ 11 ] [ 12 ]               |
| 2004 | Mermaid Melody Pichi Pichi Pitch Pure                                   | Yoshitaka Fujimoto                                         | Actas SynergySP        | Director de episodios (#6, 12, 18, 24, 30, 36)                                                           | [ 13 ]                      |
| 2004 | Tsuki wa Higashi ni Hi wa Nishi ni                                      | Mitsuhiro Tōgō Shōsei Jinno                                | Radix                  | Director de episodio (#5)                                                                                | [ 14 ]                      |
| 2004 | To Heart: Remember My Memories                                          | Keitarō Motonaga                                           | OLM AIC ASTA           | Director de episodio (#12)                                                                               | [ 15 ]                      |
| 2005 | Gun × Sword                                                             | Gorō Taniguchi                                             | AIC ASTA               | Director de episodio (#12)                                                                               | [ 16 ]                      |
| 2005 | Petopeto-san                                                            | Akira Nishimori                                            | Xebec M2               | Director de episodio (#4)                                                                                | [ 17 ]                      |
| 2005 | Paradise Kiss                                                           | Osamu Kobayashi                                            | Madhouse               | Director de episodios (#3, 5)                                                                            | [ 18 ]                      |
| 2006 | Sugar Sugar Rune                                                        | Matsushita Yukihiro                                        | Pierrot                | Director de episodio (#47)                                                                               | [ 19 ]                      |
| 2006 | Amaenaide yo!! Katsu!!                                                  | Keitarō Motonaga                                           | Studio Deen            | Director de episodios (#6, 11)                                                                           | [ 20 ]                      |
| 2006 | Tactical Roar                                                           | Yoshitaka Fujimoto                                         | Actas                  | Director de episodios (#1, 3)                                                                            | [ 21 ]                      |
| 2006 | Love Get Chu: Miracle Seiyū Hakusho                                     | Mitsuhiro Tōgō                                             | Radix                  | Director de episodios (#8, 25) Guionista gráfico (#25)                                                   | [ 22 ] [ 23 ]               |
| 2006 | Yume Tsukai                                                             | Kazuo Yamazaki                                             | Madhouse               | Director asistente                                                                                       | [ 24 ]                      |
| 2006 | Night Head Genesis                                                      | Yoshio Takeuchi                                            | Actas Bee Media        | Director de episodio (#6)                                                                                | [ 25 ]                      |
| 2006 | Tokimeki Memorial Only Love                                             | Nobuhiro Takemoto                                          | AIC ASTA               | Director de episodios (#2, 9)                                                                            | [ 26 ]                      |
| 2007 | Hidamari Sketch                                                         | Akiyuki Shinbo Ryōki Kamitsubo                             | Shaft                  | Director de episodios (#3, 9) Guionista gráfico (#9)                                                     | [ 2 ] [ 27 ]                |
| 2007 | Kaze no Stigma                                                          | Jun'ichi Sakata                                            | Gonzo                  | Director de episodio (#13)                                                                               | [ 28 ]                      |
| 2007 | Nagasarete Airantō                                                      | Hideki Okamoto                                             | Feel                   | Director de episodio (#22)                                                                               | [ 29 ]                      |
| 2007 | Ef: A Tale of Memories                                                  | Shin Ōnuma                                                 | Shaft                  | Director de episodio (#10) Guionista gráfico (#10)                                                       | [ 30 ]                      |
| 2008 | Hidamari Sketch x 365                                                   | Akiyuki Shinbo                                             | Shaft                  | Director de episodio (#6) Guionista gráfico (#6, 12)                                                     | [ 31 ] [ 32 ]               |
| 2008 | Ef: A Tale of Melodies                                                  | Shin Ōnuma                                                 | Shaft                  | Director de episodio (#9)                                                                                | [ 33 ]                      |
| 2009 | Hidamari Sketch x 365 Specials                                          | Akiyuki Shinbo                                             | Shaft                  | Director de episodio (#2) Guionista gráfico (#2)                                                         | [ 34 ]                      |
| 2009 | Natsu no Arashi!                                                        | Akiyuki Shinbo Shin Ōnuma                                  | Shaft                  | Director de episodios (#4, 8) Guionista gráfico (#4, 8)                                                  | [ 35 ]                      |
| 2009 | Maria Holic                                                             | Yukihiro Miyamoto                                          | Shaft                  | Director de episodio (#5) Guionista gráfico (#5, 9)                                                      | [ 36 ] [ 37 ]               |
| 2009 | Natsu no Arashi! Akinai-chū                                             | Akiyuki Shinbo Shin Ōnuma (#1-7) Ken'ichi Ishikura (#8-13) | Shaft                  | Director de la serie (#8-13) Director de episodios (#2, 8, 13; ED 1-3) Guionista gráfico (#8)            | [ 3 ] [ 38 ] [ 39 ] [ 40 ]  |
| 2010 | Hidamari Sketch x Hoshimittsu                                           | Akiyuki Shinbo Ken'ichi Ishikura                           | Shaft                  | Director de la serie Director de episodio (#12)                                                          | [ 4 ] [ 41 ]                |
| 2010 | Hidamari Sketch x Hoshimittsu Specials                                  | Akiyuki Shinbo Ken'ichi Ishikura                           | Shaft                  | Director de la serie Director de episodios (#1-2) Guionista gráfico (#2)                                 | [ 42 ] [ 43 ] [ 44 ]        |
| 2011 | Infinite Stratos                                                        | Yasuhito Kikuchi                                           | 8-Bit                  | Guionista gráfico (#6)                                                                                   | [ 45 ]                      |
| 2011 | Shōwa Monogatari                                                        | Mitsuhiro Tōgō Masahiro Murakami                           | WAO World              | Director de episodio (#1) Director asistente (#1-4)                                                      | [ 46 ] [ 47 ]               |
| 2011 | Maria Holic Alive                                                       | Akiyuki Shinbo Tomokazu Tokoro                             | Shaft                  | Director asistente Director de episodio (#1) Guionista gráfico (#4, 10, 12) Director de unidad (#OP 1-3) | [ 48 ] [ 49 ] [ 50 ] [ 51 ] |
| 2013 | Da Capo III                                                             | Ken'ichi Ishikura                                          | Actas                  | Director Composición de la serie Guionista gráfico (#1, 13)                                              | [ 52 ] [ 53 ]               |
| 2014 | Sakura Trick                                                            | Ken'ichi Ishikura                                          | Studio Deen            | Director Composición de la serie Guionista gráfico (#1, 10)                                              | [ 54 ] [ 55 ]               |
| 2016 | Bakuon!!                                                                | Junji Nishimura                                            | TMS Entertainment 8PAN | Guionista gráfico (#5)                                                                                   | [ 56 ]                      |
| 2017 | Princess Principal                                                      | Masaki Tachibana                                           | 3Hz Actas              | Director de episodio (#11)                                                                               | [ 57 ]                      |
| 2018 | Yume Ōkoku to Nemureru 100-nin no Ōji-sama                              | Yukina Hiiro                                               | Project No.9           | Guionista gráfico (#11)                                                                                  | [ 58 ]                      |
| 2018 | Hōzuki no Reitetsu 2nd Season: Sono Ni                                  | Kazuhiro Yoneda                                            | Studio Deen            | Guionista gráfico (#29)                                                                                  | [ 59 ]                      |
| 2020 | Nanatsu no Taizai: Kamigami no Gekirin                                  | Susumu Nishizawa                                           | Studio Deen            | Guionista gráfico (#14)                                                                                  | [ 60 ]                      |
| 2020 | Majutsushi Orphen Hagure Tabi                                           | Takayuki Hamana                                            | Studio Deen            | Guionista gráfico (#6, 11)                                                                               | [ 61 ]                      |
| 2020 | Tamayomi                                                                | Toshinori Fukushima                                        | Studio A-Cat           | Guionista gráfico (#5, 10)                                                                               | [ 62 ]                      |
| 2021 | Kaifuku Jutsushi no Yarinaoshi                                          | Takuya Asaoka                                              | TNK                    | Director de episodio (#10)                                                                               | [ 63 ]                      |
| 2021 | Sorcerous Stabber Orphen: Battle of Kimluck                             | Takayuki Hamana                                            | Studio Deen            | Guionista gráfico (#3, 7)                                                                                | [ 64 ]                      |
| 2021 | Slime Taoshite 300-nen, Shiranai Uchi ni Level Max ni Nattemashita      | Nobukage Kimura                                            | Revoroot               | Guionista gráfico (#3, 8)                                                                                | [ 65 ]                      |
| 2022 | Tensei Kenja no Isekai Life                                             | Keisuke Kojima                                             | Revoroot               | Guionista gráfico (#6)                                                                                   | [ 66 ]                      |
| 2025 | Botsuraku Yotei no Kizoku dakedo, Hima datta kara Mahō wo Kiwamete Mita | Ken'ichi Ishikura                                          | Studio Deen            | Director Guionista gráfico (#1, 10, 12)                                                                  | [ 67 ]                      |

### Películas
Destaca papeles con funciones de dirección de series.
     Destaca papeles con funciones de asistente de dirección o supervisión.
| Año  | Título                           | Director(es)      | Estudio               | Funciones                            | Refs.  |
| ---- | -------------------------------- | ----------------- | --------------------- | ------------------------------------ | ------ |
| 2015 | Ongaku Shōjo                     | Ken'ichi Ishikura | Studio Deen           | Director                             | [ 68 ] |
| 2011 | Mahō Sensei Negima! Anime Finale | Akiyuki Shinbo    | Shaft Studio Pastoral | Director asistente Guionista gráfico | [ 69 ] |